# Кристални черепи
„Кристални черепи“ (на английски: Crystal Skulls) е игрален филм от 2014 г., копродукция на САЩ, Канада и България, на режисьора Тодор Чапкънов.

## Сюжет
Скрити от хиляди години, 12 кристални черепа заедно могат да разрушат света без контрол от 13-ия.
Годината е 2020. Апокалипсисът е неизбежен. 12 кристални черепа са събрани и причиняват хаос и катастрофални събития в света. Милионер филантроп се опитва да се възползва от древните им сили, докато екип с колежански професор, чиито баща е изчезнал в същата мисия, търси 13-ия кристален череп, който ги контролира и може да възстанови реда, преди Земята да бъде унищожена.

## В ролите
| Актьор          | Роля                                   |
| --------------- | -------------------------------------- |
| Ричард Бърджи   | Джон Уинстън                           |
| Уенди Глен      | Сиена                                  |
| Сам Редфорд     | Митчъл                                 |
| Дейвид Ринтул   | Хедън                                  |
| Дж. Р. Еспозито | полковник Бейли                        |
| Мат Рили        | Тери                                   |
| Хю Фрейзър      | Джон старши                            |
| Велислав Павлов | Хюсеин                                 |
| Христо Мицков   | Касим                                  |
| Тери Рандъл     | Арчър                                  |
| Анджела Роудъл  | лабораторен техник                     |
| Дерек Морз      | конзолен оператор                      |
| Юлиян Костов    | охрана на Хедън                        |
| Илиана Лазарова | Лаура                                  |
| Петър Лъджев    | пилот                                  |
| Люк Казънс      | репортер                               |
| Сейди Кац       | Шийла Уест, репортерка на „Ал Джазира“ |
| Роксан Палет    | Мелани Кокс, репортер на „BBC“         |
| Джо Гаминара    | Том Ръгълс, репортер на CNN            |
| Илая Рот        | Лиза Уинстън                           |
| Васил Енев      | наемник                                |